# Jewhenija Kononenko

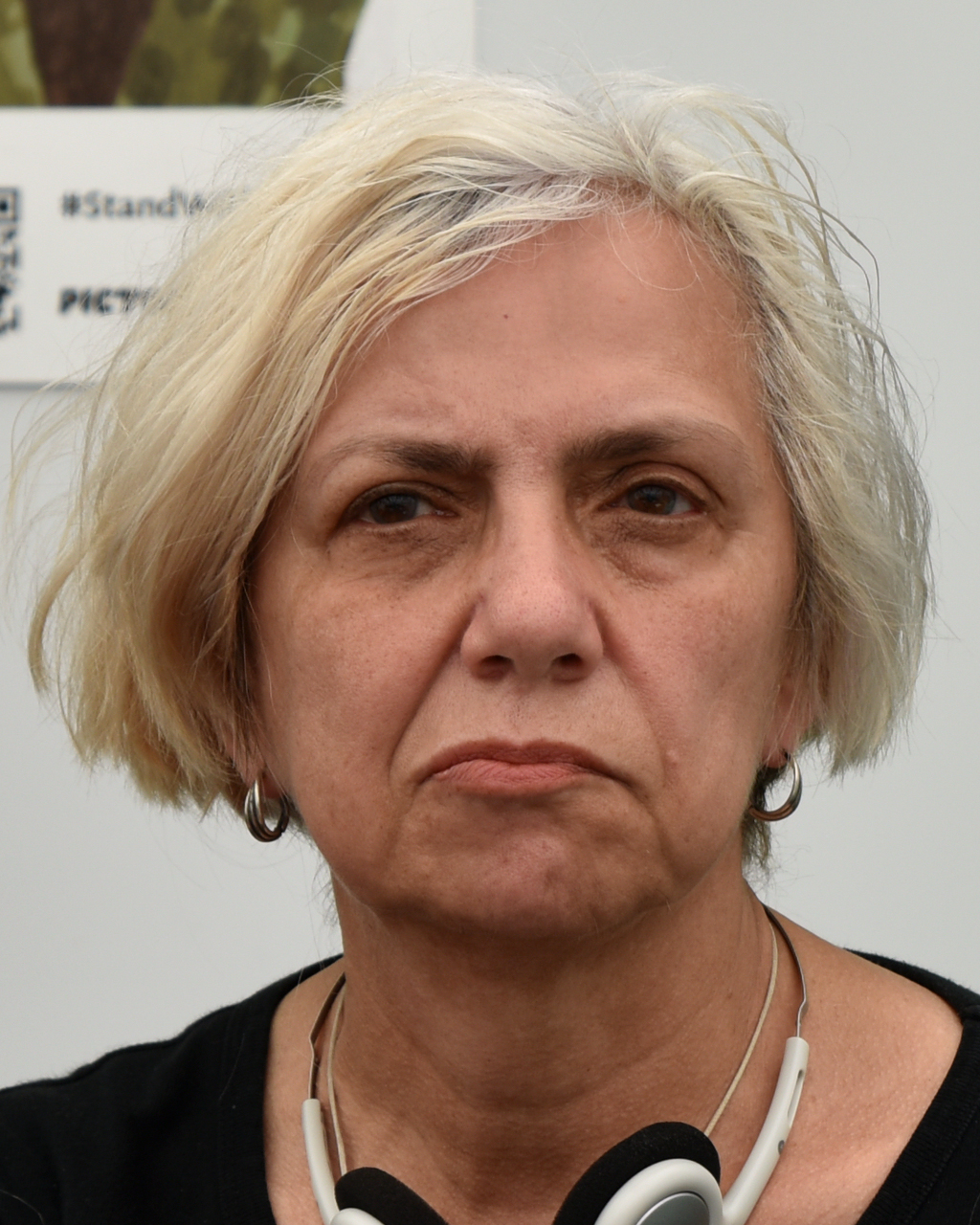
Jewhenija Kononenko (2022)

Jewhenija Anatolijiwna Kononenko (ukrainisch Євгенія Анатоліївна Кононенко, * 17. Februar 1959 in Kiew) ist eine ukrainische Schriftstellerin und Übersetzerin.

## Biografie
1981 schloss sie ihr Studium an der Fakultät für Mechanik und Mathematik der Nationalen Taras-Schewtschenko-Universität Kiew ab. 1994 absolvierte sie ein Studium der französischen Philologie an der Kiewer Nationalen Linguistischen Universität. Seitdem arbeitet sie als Forscherin an dem Ministerium für Kultur und Informationspolitik unterstellten Ukrainischen Zentrum für Kulturwissenschaften. Seit 1997 ist sie Mitglied des Nationalen Schriftstellerverbands der Ukraine. Sie lebt derzeit in Kiew.
Kononenkos Werke umfassen Gedichte, Kurzgeschichten, Essays, Romane, Kinder- und Jugendbücher, eine Reihe von Kulturstudien zu Themen der Populärkultur und Geschlechterfragen sowie journalistische Artikel. Ihre poetischen und prosaischen Werke wurden in mehreren Zeitschriften veröffentlicht. In der Ukraine werden ihre Werke ständig nachgedruckt und sind Gegenstand wissenschaftlicher Forschung im In- und Ausland. Sie wurden ins Englische, Deutsche, Französische, Kroatische, Finnische, Tschechische, Russische, Polnische, Belarussische und Japanische übersetzt und veröffentlicht und erschienen in Anthologien der modernen Weltliteratur. Kononenko übersetzte außerdem Lyrik, Prosa und populärwissenschaftliche Literatur aus dem Französischen und Englischen von Autorinnen und Autoren wie Annie Ernaux, Anna Gavalda, Muriel Barbery, Émile Nelligan, Claude Roy, Gérard de Villiers, Louis Dumont, und Danielle Steel.
Für die Übersetzung einer Anthologie französischer Sonette erhielt sie 1993 den von der französischen Botschaft verliehenen M. Serow-Preis. Ihre Geschichtensammlung Kat (Henker) und der Roman Ostannje baschannja (Der letzte Wunsch) wurden 2014 und 2015 in die Longlist der vom ukrainischen Ableger der BBC verliehenen Auszeichnung Buch des Jahres aufgenommen.

## Werke (Auswahl)

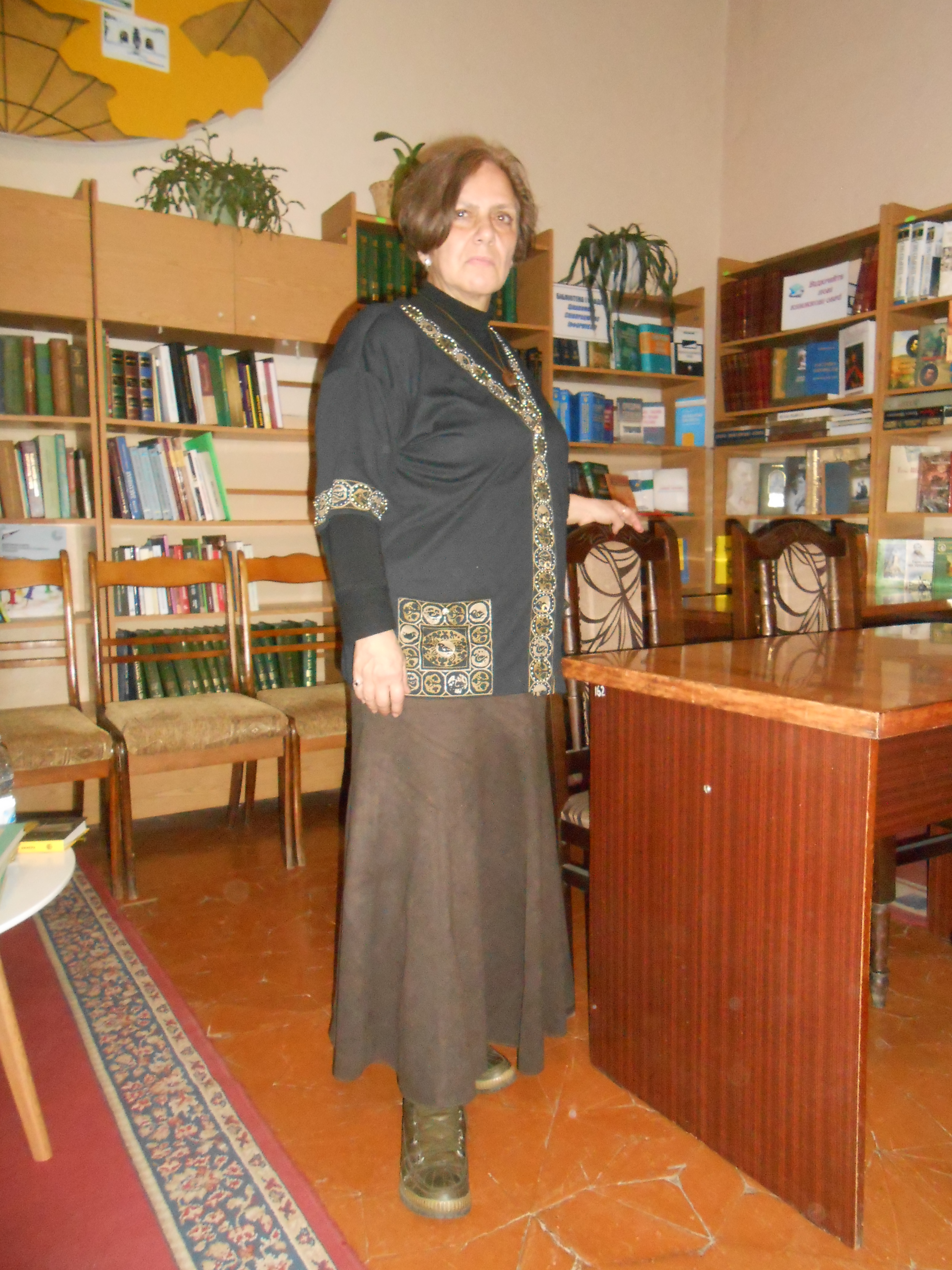
Jewhenija Kononenko (2019)

### Gedichtband
- Wals perschoho snihu (Walz des ersten Schnees, 1997)

### Kinder- und Jugendbücher
- Nelja, jaka chodyt po steli (Nelja, die an der Decke geht, Kiew, 2008)
- Infantasiji: Sa motywamy poesij Kloda Rua (Infantasia: Basierend auf den Gedichten von Claude Roy, Kiew, 2009)
- Babussi tesch buly diwtschatamy (Großmütter waren auch Mädchen, Kiew, 2010)

### Kurzgeschichten- und Essaysammlungen
- Sutschasnist (Modernität, 1994)
- Bes muschyka (Ohne Ehemann, Lwiw, 2005–2008)
- Powiji tesch wychodjat samisch (Prostituierte heiraten auch, Lwiw, 2005–2007)
- Nowely dlja nezilowanych diwtschat (Romane für ungeliebte Mädchen, Lwiw, 2006, 2009)
- Kat (Henker, 2014)

### Romane
- Imitazija (Imitierung, Lwiw, 2001, 2007 als Hörbuch)
- Srada (Verrat, Lwiw, 2002)
- Nostalhija (Nostalgie, Lwiw, 2005)
- Schertwa sabutoho majstra (Opfer des vergessenen Meisters, 2007)
- Rossijskyj sjuschet (Russische Handlung, 2012)
- Ostannje baschannja (Der letzte Wunsch, 2015)